# Агилолфинги
Агилолфингите също Агилулфингите  (на немски: Agilolfinger; Agilulfinger) са първата баварска херцогска династия.
Фамилията управлява от 6 до края на 8 век. Те са в родствена връзка с Меровингите.
Тяхната резиденция е била в Регенсбург.

## История
Техен прародител е Агилулф, княз на свебите и квадите и баща на херцог Теодо I, който през 490 – 530 образува новото племе на баварите (байуварите или бавариите).
Lex Baiuvariorum или Lex Baivariorum е първият списък от закони на баварските херцози. Гарибалд I e първият херцог на баварите.
През 788 г. Карл Велики сваля херцог Тасило III, изпраща го в манастир и причислява Баварското херцогство към Франкското царство.

## Херцози на Бавария от род Агилолфинги
- 548–595: Гарибалд I
- 595–610: Тасило I
- 610–630: Гарибалд II
- 630–640: Фара
- 640–680: Теодо I
- 680–???: Лантперт
- ???–716: Теодо II
- 716–719: Тасило II
- 719–725: Теудеберт (Теодо III)
- 725–737: Хугберт
- 737–748: Одило
- 748–788: Тасило III
- Теодо III (* 770; + 793), съ-владетел 776 г., син на Тасило III

## Крале на лангобардите от род Агилолфинги
- 589 – 616 Гундоалд, син на Гарибалд I, херцог на Асти
- 589 – 626 Теодолинда, дъщеря на Гарибалд I, кралица на лангобардите
- 616 – 626 Адалоалд, син на Агилулф и Теодолинда, крал на лангобардите
- 625 – 652 Гундеперга, дъщеря на Агилулф и Теодолинда, омъжва се за крал Ариоалд
- 653 – 661 Ариперт I, син на Гундоалд от Асти
- 661 – 662 Годеперт и Перктарит
- 671 – 688 Перктарит (2. път)
- 688 – 700 Кунинкперт
- 700 Лиутперт
- 701 Рагинперт
- 701 – 712 Ариперт II